# Arthrocardia filicula
Arthrocardia filicula (Lamarck) Johansen, 1984  é o nome botânico  de uma espécie de algas vermelhas pluricelulares do gênero Arthrocardia.
- São algas marinhas encontradas na Namíbia e África do Sul.

## Sinonímia
- Corallina filicula Lamarck, 1815
- Cheilosporum palmatum var. filicula (Lamarck) Yendo, 1902